# Tänk till tusen
Tänk till tusen var ett tävlingsprogram som Sveriges Television visade i ett par omgångar under perioden 1984–1987.
Programmet var i hög grad inspirerat av den franska långköraren Des chiffres et des lettres, även om reglerna var något modifierade. I varje program tävlade två deltagare mot varandra i två omväxlande moment. I det ena gällde det att kombinera slumpmässiga bokstäver till ett så långt ord som möjligt. I det andra momentet skulle man i stället använda de fyra räknesätten för att från slumpmässiga tal nå fram till ett givet resultat.
Programledare i alla program var journalisten Ulf Wickbom. Bisittare och matematisk expert var Gunnar Michanek.